# Pianosa (Tremiti)
La Isla de Pianosa es una pequeña isla italiana en el mar Adriático ubicada una veintena de kilómetros al noroeste de las Tremiti propiamente dichas aunque actualmente está integrada en la comuna Isole Tremiti. La Pianosa del Adriático se encuentra deshabitada.
Abarca cerca de 11 hectáreas poseyendo una longitud de 700 m, una anchura promedio de 250 m y un perímetro costero de 1300 m; poseyendo una altura máxima de solo 16 m s. n. m.

## Ubicación
Dista 22 kilómetros de la extremidad oriental de la isla Capraia que es por su parte la más nororiental de las Tremiti. Pianosa dista también unas 35 millas náuticas del cabo (Testa) del Gargano que está en el este de la continental península italiana.

## Relieve y aspecto
Como lo indica su nombre, se presenta como una pequeña planicie rocosa que aparece de improviso entre las olas, su terreno tiene un aspecto semiárido.

## Flora y fauna
La flora aunque del tipo garriga o macchia mediterránea, es en Pianosa particularmente pobre, rala y poco desarrollada debido a las características del suelo (salinizado y con nula agua dulce excepto la pluvial que rápidamente se evapora o se escurre en un basamento calcáreo). Correlativamente a la flora, la fauna mayor también es escasa existiendo algunos conejos y la presencia de aves marinas como los cormoranes y las gaviotas, éstas y los conejos son depredados por halcones. Las aguas adyacentes son en cambio relativamente ricas existiendo bastante bentos como las esponjas y "bosques" de gorgonaceas, en donde medran pulpos, murenas, langostas marinas del Mediterráneo y la especie de peces llamadas sarago (Diplodus puntazzo) y orata/dorada. Por años fue utilizada como fondeadero de pescadores dálmatas e italianos de las Tremiti dedicados a la pesca de sardinas. 
En la actualidad —1989— la isla forma parte de la Reserva marina de las islas Tremiti.
- Datos: Q2258873